# 武信由太郎
武信 由太郎（たけのぶ よしたろう、1863年9月5日（文久3年7月23日） - 1930年（昭和5年）4月26日）は、明治・大正期を代表する日本の英語学者。

## 経歴
因幡国気多郡潮津村（現在の鳥取県鳥取市青谷町）出身。1876年、官立愛知英語学校（のちの愛知県立第一中学校）に入学、同校廃止後は愛知県中学校に編入となり、1880年に卒業する。同年、札幌農学校の第4期生となる。1884年同校卒業、長野県中学校飯田支校の英語教員、1887年『ジャパン・メール』の記者となった。一時期三重県の教員を務め、1897年に頭本元貞と『ジャパン・タイムズ』を創刊。頭本元貞（1863年-1943年) とは同郷同卒で親しく、福澤諭吉ら政財界の後押しによって、『ジャパン・タイムス』の刊行が実現した。
1898年、国家の繁栄と進展のためには英語を学ばねばならないとして、ジャパン・タイムズの仕事の傍ら、勝俣銓吉郎の協力を得て同新聞のダイジェスト版となる月刊誌『The Rising Generation 青年』（『英語青年』の前身）を創刊。『青年』は広告料収入などにより地道に発刊が続けられていたが、1904年にはジャパン・タイムズ社内に英語青年社が設けられ、喜安璡太郎に『青年』出版事業を引き渡すこととなった。
その後は再び教壇に戻り、東京高等師範学校教諭、そして1905年に早稲田大学商学部教授となる。同年、『The Japan Year Book Office』から日本初の本格的英文年鑑「ジャパン・イヤーブック」を創刊。この年鑑は、日本統治下にあった台湾、朝鮮、樺太、満州の情報を含む日本の政治、経済、社会、文化などあらゆる分野の動向を詳細な統計資料とともに各巻500-800頁ほどにまとめたもので、戦中から戦後まで継続された唯一の英文日本年鑑である。ロンドン、ニューヨークに販売代理店を置き、海外でも広く販売された。
1907年から『英語世界』の和訳英文を担当（- 1914年）。1918年、日本初の本格的な和英辞典『武信和英大辞典』を著す。この辞典は、没後の1940年に『新和英大辞典』と改題して刊行され、現在に至るまで辞典として確固たる名声を得ている。
1930年4月26日、胃癌のため死去。

## 主な著述
- 『The Rising Generation 青年』（1898年 - 1904年）、The Japan Times
- 『The Japan year book: Who's who in Japan』、The Japan Year Book Office
- 『New school composition = ニウ・スクール・コンポジシャン』、The Kaiseikwan、1912年
- 『Takenobu's Japanese - English dictionary = 武信和英大辞典』、研究社、1918年
- 『いーじ・こんぽじしやん』、東京開成館、1916年
- 『にゅー・おうりえんと・りーだず』、開成館、1917年
- 『新和英大辞典』、研究社、1940年